# Hipotensiune
Hipotensiunea este termenul medical ce desemnează o valoare scăzută a tensiunii arteriale (mai scăzută decât 90/50). În practica medicală, tensiunea arterială este considerată a fi prea scăzută doar în cazul în care sunt prezente anumite simptome.
Tensiunea arterială normală este situata de obicei în jurul valorii de 120/80 (sistolică/diastolică). La oamenii sănătoși, în special la atleți, hipotensiunea reprezintă un semn de bună funcționare a sistemului cardiovascular. Totuși, hipotensiunea poate fi expresia unei anumite afecțiuni, în special la persoanele în vârsta. În rândul acestei populații, hipotensiunea poate produce un flux sangvin inadecvat la inimă, creier și alte organe vitale.